# بال کوچک (فیلم ۲۰۱۶)
بال کوچک (فنلاندی: Tyttö nimeltä Varpu) یک فیلم درام فنلاندی-دانمارکی محصول سال ۲۰۱۶ به کارگردانی سلما ویلهونن است.این فیلم در بخش دیسکاوری در جشنواره بین‌المللی فیلم تورنتو در سال ۲۰۱۶ به نمایش درآمد. این فیلم برنده جایزه فیلم شورای نوردیک ۲۰۱۷ شد.
فیلم داستان دختری ۱۲ ساله است که خیلی زود به بلوغ عقلی می‌رسد، اما برعکس مادرش تمایلی به بزرگ شدن ندارد. این دختر هیچگاه پدرش را ندیده و همیشه با مادرش زندگی کرده است. یک شب که طاقت او به سر می‌آید، ماشینی را می‌دزدد و در جستجوی پدرش به سمت شمال می‌رود…